# پاتیل (ریخته‌گری)

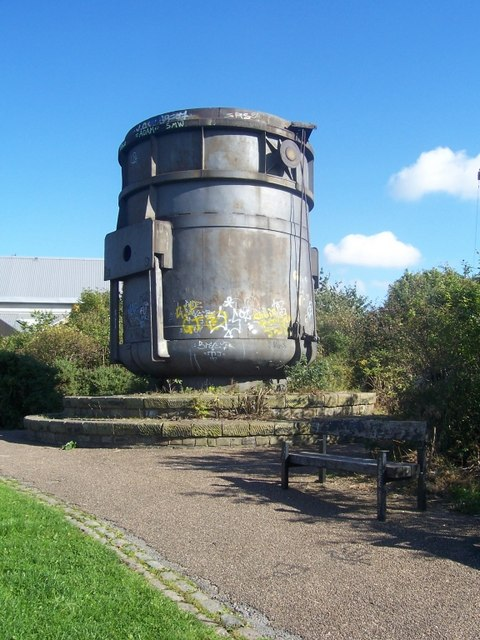
با پاتیل فلز گداخته به درون قالب ریخته می‌شود.

پاتیل ظرفی است با پوشش نسوز که فلز گداخته از کوره در آن ریخته و به وسیلهٔ آن به قالب‌ها منتقل می‌شود.
در ریخته‌گری پس از آنکه قالب‌ها کاملاً مستحکم شد و درجه حرارت پیش‌گرم هم به اندازه لازم رسید نوبت به مرحله بارریزی است. تخلیهٔ مذاب از کوره یا پاتیل در قالب را بارریزی یا مذاب‌ریزی می‌نامند. مرسوم‌ترین روش بارریزی ریختن ثقلی مذاب توسط پاتیل است. گاه نیروی ثقل برای پرکردن قالب کافی نیست و علاوه بر آن از نیروی گریز از مرکز هم استفاده می‌شود.
پاتیل‌های(ladles) مخصوص ریخته‌گری دارای اندازه‌های متفاوتی است و از 20 کیلوگرم تا 3000 تن فلزات مذاب را می‌توانند در خود جای دهند. برای ریخته‌گری مواد غیر فلزی نیز از بوته‌ی‌های آهنگری(crucibles)سرامیکی برای حمل مذاب استفاده می‌کنند و به این بوته‌های آهنگری پاتیل(ladle)نیز می‌گویند.پاتیل‌های مخصوص ریخته‌گری دارای اندازه‌های متفاوتی است و از 20 کیلوگرم تا 3000 تن فلزات مذاب را می‌توانند در خود جای دهند. برای ریخته‌گری مواد غیر فلزی نیز از بوته‌ی‌های آهنگری(crucibles)سرامیکی برای حمل مذاب استفاده می‌کنند و به این بوته‌های آهنگری پاتیلنیز می‌گویند.

## انواع پاتیل

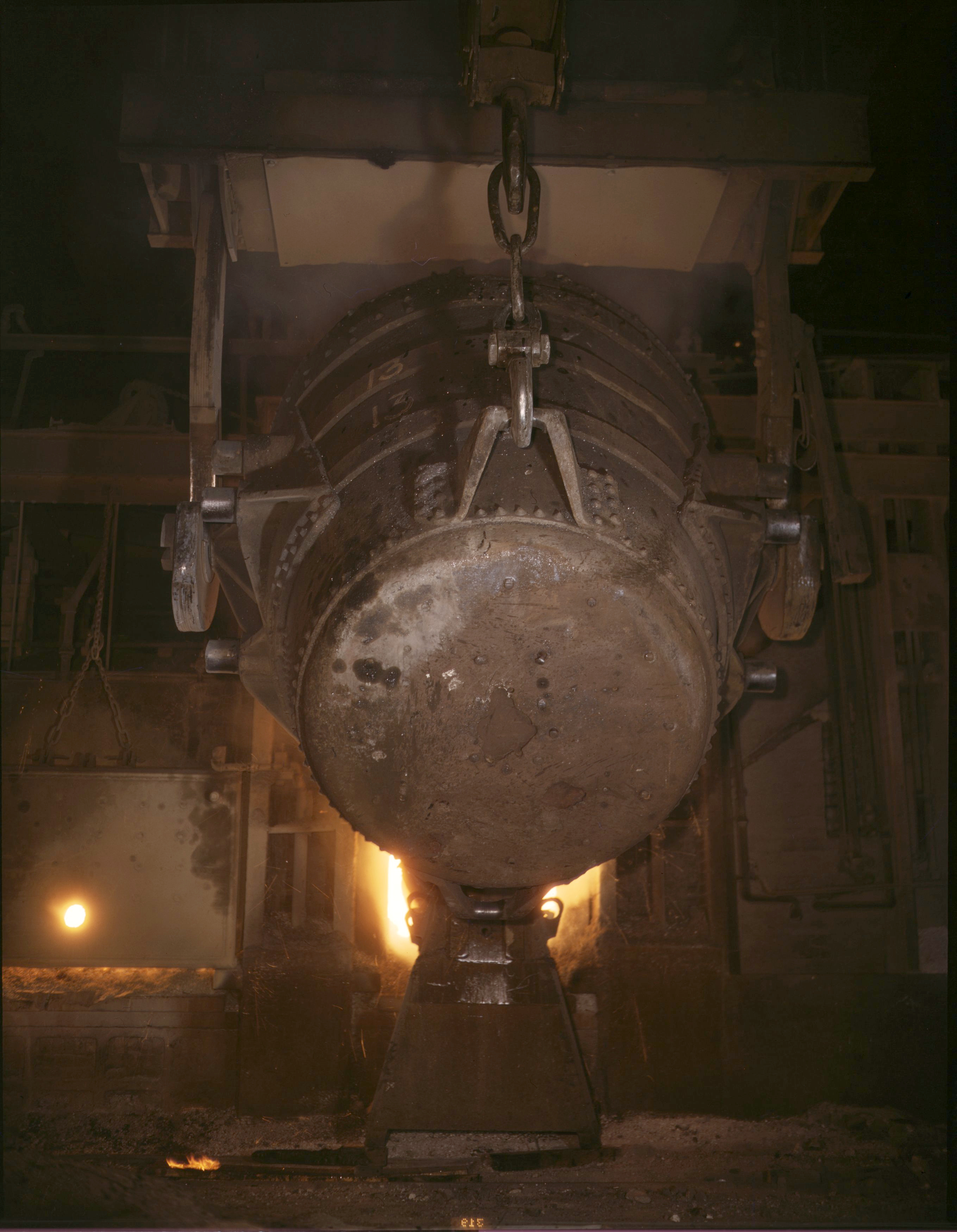
پاتیل مخصوص آهن مذاب برای تبدیل به فولاد

هدف اصلی ساخت و استفاده از پاتیل انتقال مواد مذاب برای ریختن در قالب‌های ریخته‌گری است. شرکت‌های سازنده‌ی پاتیل با تغییردادن پایه‌های پاتیل آن را برای استفاده‌های خاص بهبود می‌بخشند. در مجموع پاتیل‌ها را می‌توان به سه دسته کلی تقسیم کرد:
- پاتیل انتقال دهنده: در بسیاری از کارخانه‌جات ذوب فلز ابتدا فلز را در کوره‌هایی ذوب کرده و سپس آن را به کوره‌های مخصوصی انتقال داده و دمای آن را روی مقدار خاصی تنظیم کرده و روی آن دما نگه می‌دارند. برای انتقال مذاب فلزات از کوره‌ای به کوره‌ی دیگر از این نوع پاتیل استفاده می‌شود.
- پاتیل درمان(Treatment ladle) : برای انجام برخی فرآیندهای مربوط به فلزات مذاب، از پاتیل‌های مخصوصی استفاده می‌شود. برای این منظور عناصر مختلف را در پاتیل درمان ریخته و فلز مذاب را به آن اضافه می‌کنند تا فرآیند انجام شود.
- پاتیل ریخته‌گری : از این پاتیل‌ها برای انتقال و ریختن فلزات در قالب ریخته‌گری استفاده می‌شود.
پاتیل‌های ریخته‌گری بر اساس ظرفیتی که دارند شناخته می‌شوند و در بازار مورد استفاده قرار می‌گیرند. از نظر اندازه برخی از پاتیل‌ها را می‌توان توسط کارگران و انسان‌ها حمل شود. این پاتیل‌ها دارای دسته‌ی بلند هستند که باعث می‌شود گرما به دست شخص حمل کننده‌ی پاتیل منتقل نشود. پاتیل‌های بزرگ‌تر توسط جرثقیل حمل می‌شود و به پاتیل‌های جرثقیلی معروف اند. در کارخانجات بزرگ معمولا پاتیل‌ها یک ظرف فلزی بزرگ است که متصل به مکانیزمی بالابرنده است و برای حمل این پاتیل‌ها از جرثقیل‌های سقفی استفاده می‌شود. این پاتیل‌ها زمانی که بالای قالب یا ظرف مورد نظر می‌رسد با مکانیزم دیگری چرخیده و در قالب یا ظرف مورد نظر خالی می‌شود.

## شکل پاتیل‌های ریخته‌گری
پاتیل‌های استفاده شونده در کارخانه‌جات و صنایع بیشتر به شکل مخروط یا به شکل استوانه‌های عمودی هستند. ساخت پاتیل‌های حمل مذاب به شکل مخروط دو مزیت دارد. اولین مزیت این است که استحکام پوسته را بیشتر می‌کند. مزیت دوم به برداشتن پوشش نسوز پاتیل کمک می‌کند.
رایج‌ترین شکل پاتیل که در صنایع مختلف مخصوصا در کارخانه‌جات ذوب فلز استفاده می‌شود، به شکل استوانه‌های عمودی است. اکثر این پاتیل‌ها ظرفیت زیادی دارند و می‌توانند بالای 100 تن فلز مذاب را حمل کنند. این پاتیل‌های بزرگ را پاتیل‌های اژدر می‌نامند. در کارخانه‌جات ذوب فلز این پاتیل‌ها توسط ماشین‌های بزرگ، جرثقیل‌های سقفی و یا واگن و ریل‌های مخصوص حمل می‌شوند و از قسمتی از کارخانه به قسمت دیگری از کارخانه انتقال می‌یابند.
برای انتقال مذاب‌های فلزی که دمای ذوب خیلی بالایی دارند از پاتیل‌های مخصوصی استفاده می‌شود. این پاتیل‌ها دارای روکش و پوشش نسوزاند. اگر فلز مذاب به بدنه پاتیل به طور مستقیم برخورد کند باعث می‌شود بدنه‌ی پاتیل خیلی سریع ذوب شود. روکش‌های نسوز از ذوب شدن بدنه‌ی پاتیل جلوگیری می‌کنند. برای ساخت روکش‌های نسوز از آجرهای نسوز استفاده می‌شد که امروزه بتن‌های نسوز جایگزین این آجرهای نسوز شده‌اند.
برخی از پاتیل‌های انتقال مذاب‌های فلزی، در دارند و برخی در ندارند. درهای پاتیل‌های ریخته‌گری معمولا گنبدی شکل اند. در برای پاتیل کمک می‌کند که گرمای تابشی مذاب را در خود نگه دارد و دیرتر مذاب سرد شود. پاتیل‌های کوچک معمولا در ندارند و ممکن است به‌جای در از پتوی سرامیکی بر روی آن‌ها استفاده کنند.

## طرح‌های پاتیل‌های ریخته‌گری
در طراحی پاتیل‌های ریخته‌گری و حمل مذاب‌های فلزی از 4 طرح استفاده می‌شود.

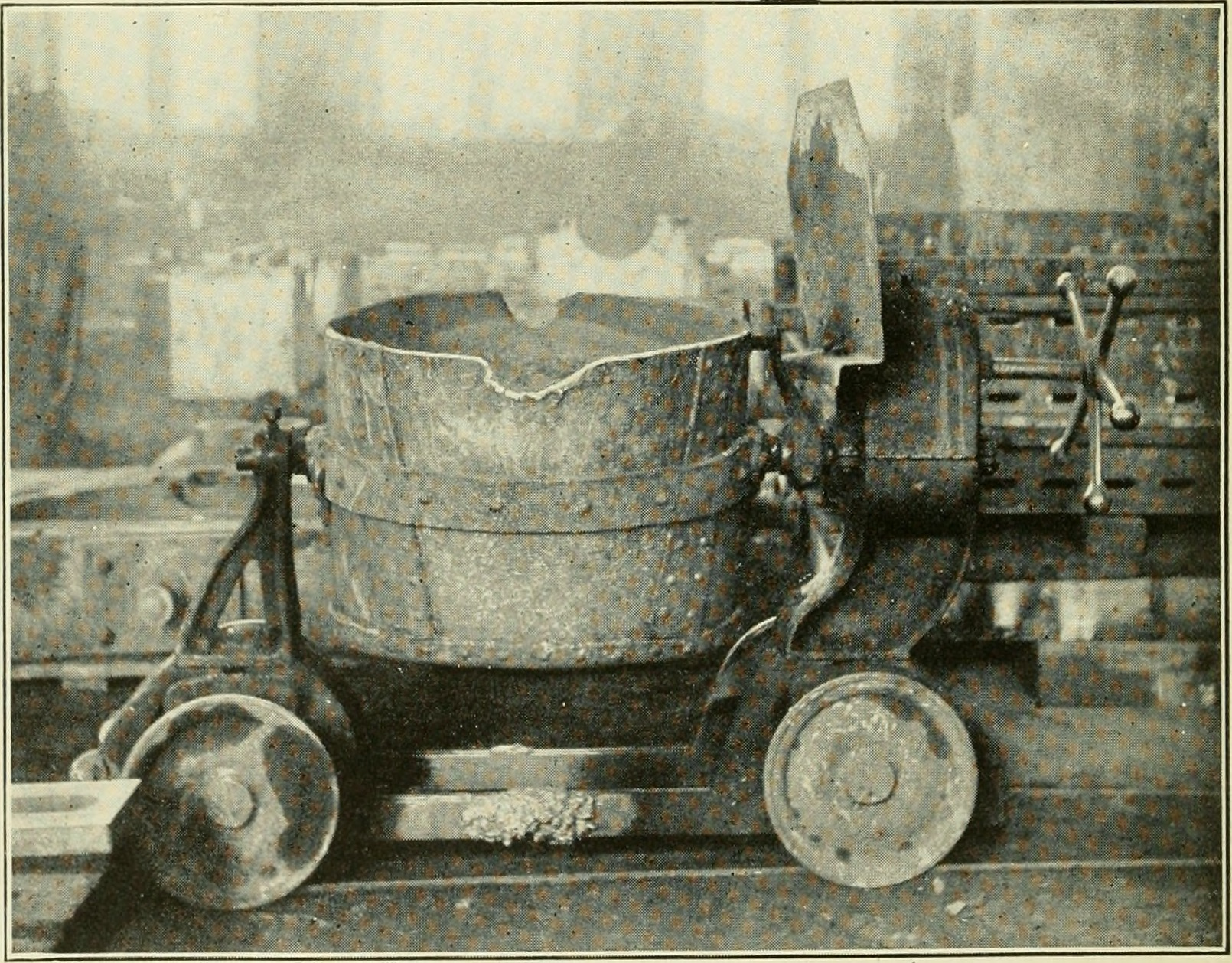
پاتیل دارای لبه برای ریختن فلزات مذاب

- Lip pour : این پاتیل‌ها مانند پارچ دارای لبه‌ای برای ریختن فلزات مذاب هستند. از این لبه‌ی طراحی شده فلزات مذاب خالی می‌شوند
- teapot spout : در این پاتیل‌ها، در قسمت پایینی پاتیل، لوله‌ای شبیه دهانه‌ی قوری وجود دارد که فلزات مایع را می‌توان از این دهانه خارج کرد و داخل قالب یا ظرف دیگری ریخت. در این پاتیل‌ها به دلیل اینکه فلزات را کف و زیر بر می‌دارد، ناخالصی‌ها که در بالای پاتیل وجود دارد در قالب ریخته نمی‌شود و این موضوع یکی از مزیت‌های این مدل از پاتیل‌ها است.
- lip-axis design : در این نوع از پاتیل‌ها نقطه‌ی محوری ظرف تا حد امکان به نوک دهانه‌ی ریختن فلزات نزدیک می‌کنند. بنابراین با چرخاندن پاتیل، نقطه‌ی ریزش واقعی حرکت بسیار کمی دارد. این نوع پاتیل بیشتر در ریختن فلزات مایع استفاده می‌شود که در آن نیاز به خودکارسازی فرآیند تا حد امکان وجود دارد و اپراتور عملیات ریختن را در فاصله دور کنترل می کند. 
- Bottom pour : برای پاتیل‌های پایینی، یک میله درپوش در یک سوراخ ضربه‌ای در کف ملاقه قرار می گیرد. برای ریختن فلز، درپوش به صورت عمودی بلند می شود تا فلز از کف ملاقه خارج شود. برای جلوگیری از ریختن میله درپوش دوباره به سوراخ تخلیه وارد می شود.

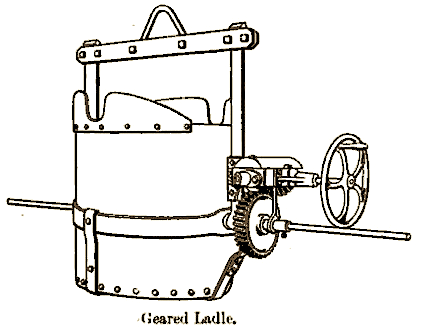
پاتیل چرخ‌دنده‌ای، که به کمک چرخ دنده و اهرم دستی کج می‌شود.

پاتیل‌هایی که از جرثقیل آویزان می‌شوند، دارای ضمانتی هستند که پاتیل را روی شفت نگه می‌دارد که به آن ترنیون (trunnion) می‌گویند. برای کج کردن پاتیل از گیربکس استفاده می‌شود که معمولا دارای چرخ‌دنده‌ی حلزونی اند زیرا این چرخ دنده‌ها به خود قفل شونده معروفند و برای به حرکت درآوردن چرخ دنده‌ نیاز به گشتاور است و اگر گشتاور برداشته شود، چرخ دنده‌ی حلزونی قفل شده و از ادمه‌ی حرکت و چرخش پاتیل جلوگیری می‌کند. این مکانیزم می‌تواند دستی و با استفاده از یک چرخ بزرگ دستی و یا یک موتور الکتریکی و یا موتور پنوماتیکی کار کند. استفاده از گیربکس برای چرخاندن پاتیل باعث می‌شود از یک فاصله‌ی امن پاتیل را کنترل کرد. چرخش با موتور الکتریکی به پاتیل اجازه می‌دهد که با سرعت زیادی بچرخد که این چرخش سریع برای فرآیند کلی ریخته‌گری مفید است. در جایی که پاتیل با گیربکس دستی نصب می شود، نوع گیربکس که بیشتر مورد استفاده قرار می گیرد طرح چرخ‌دنده حلزونی است زیرا در اکثر شرایط عملی و در صورت نگهداری صحیح می تواند به عنوان "خود قفل شونده" در نظر گرفته شود و نیازی به ترمز داخلی ندارد. انواع دیگری از سیستم دنده را نیز می توان استفاده کرد، اما باید به آنها یک سیستم ترمز اضافی تعبیه شود که اگر اپراتور دست خود را از روی چرخ دستی بردارد، بتواند پاتیل را نگه دارد.
پاتیل‌های بزرگ بدون دنده هستند و معمولاً با استفاده از جرثقیل مخصوص دو وینچی ریخته می‌شوند، جایی که وینچ اصلی پاتیل را حمل می‌کند در حالی که وینچ دوم یک گیره را در پایین پاتیل درگیر می‌کند. با بالا بردن وینچ دوم پاتیل را روی شاخه های آن می چرخانیم.
پاتیل‌ها اغلب برای اهداف خاصی مانند افزودن آلیاژ به فلز مذاب طراحی می شوند. پاتیل‌ها همچنین ممکن است دارای شاخه‌های متخلخلی باشند که در پایه قرار داده شده‌اند، بنابراین گازهای بی‌اثر می‌توانند از طریق پاتیل حباب زده شوند تا روش‌های آلیاژی یا عملیات فلزی را بهبود بخشند.